# Stoà Basileos

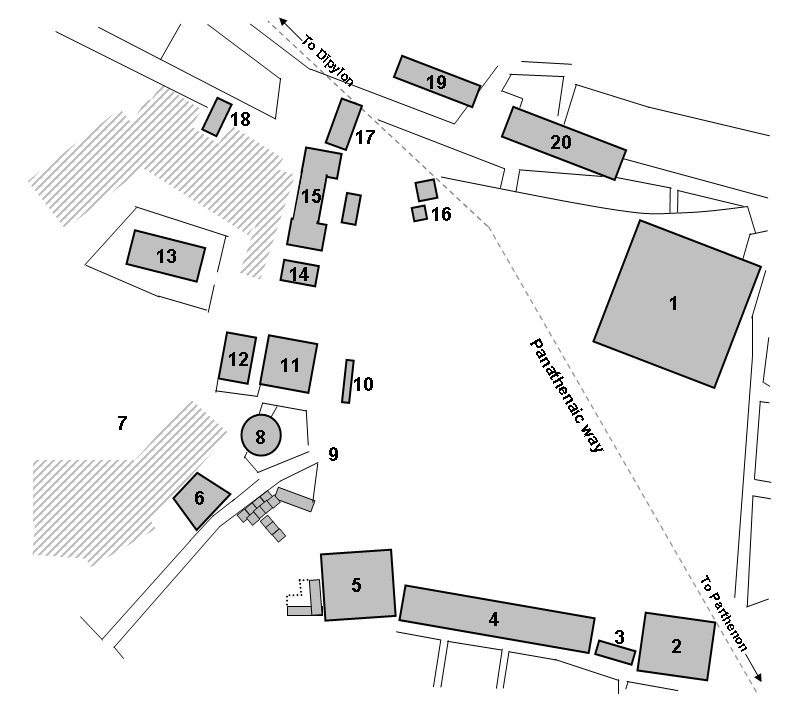
La Stoà Basileos ocupa el lloc marcat con el n. 17 en aquest plànol de l'àgora.

La Stoà Basileos o Reial (en grec antic: Βασίλειος Στοά) era una stoà construïda l'any 500 aC a l'àgora d'Atenes. És un dels edificis més antics de la ciutat.
El primer element arquitectònic que s'alçava en entrar per la via de les Panatenees era el pòrtic. Estava situat a l'angle nord-oest, conegut com el dels «Hermes», ja que hi havia molts hermes erigits.
Era la seu de l'arcont rei, magistrat que s'ocupava dels afers referents al culte, dels processos judicials d'impietat i de les reunions del tribunal de l'Areòpag, on es jutjaven els crims. Contenia les còpies de les lleis d'Atenes, inscrites en pedra.
L'edifici primitiu era d'orde dòric, amb un frontó de vuit columnes i un podi a la base de les tres parets. Tot i que subsisteix un problema de datació, ja que els elements arquitectònics, pel seu estil, són del segle vi aC, mentre que la ceràmica trobada sota el sòl pot datar-se del 500 aC, el material reutilitzat per als fonaments ha donat suport a la teoria que la construcció ha de datar-se després de l'ocupació persa de l'any 480 aC.
A començaments del segle iv aC s'hi van afegir dos cossos laterals amb pòrtics, que li atorgaven un aspecte similar al de la stoà de Zeus. Les seves mides eren petites, de 18 m de llargària per 7,5 d'amplada.
En línia recta amb la construcció s'aixecava una estàtua de Temis, deessa de la justícia, rere la qual hi havia un gran bloc petri sobre el que els arconts reis juraven fidelitat a les lleis de la polis.
Segons el geògraf grec Pausànias «sobre el sostre d'aquest pòrtic hi ha estàtues de terracota: Teseu llançant a la mar Esciró, i Hèmera segrestant Cèfal».
Segons Aristòfanes, la stoà era utilitzada també per a banquets oficials, fet comprovat per les troballes de vaixella. L'audiència preliminar del judici de Sòcrates va tenir lloc en aquest pòrtic.